# Galaxiella
Galaxiella is een geslacht van straalvinnige vissen uit de familie van de snoekforellen (Galaxiidae).

## Soorten
- Galaxiella munda McDowall, 1978
- Galaxiella nigrostriata (Shipway, 1953)
- Galaxiella pusilla (Mack, 1936)
- Galaxiella toourtkoourt Coleman & Raadik, 2015